# Jarpesi

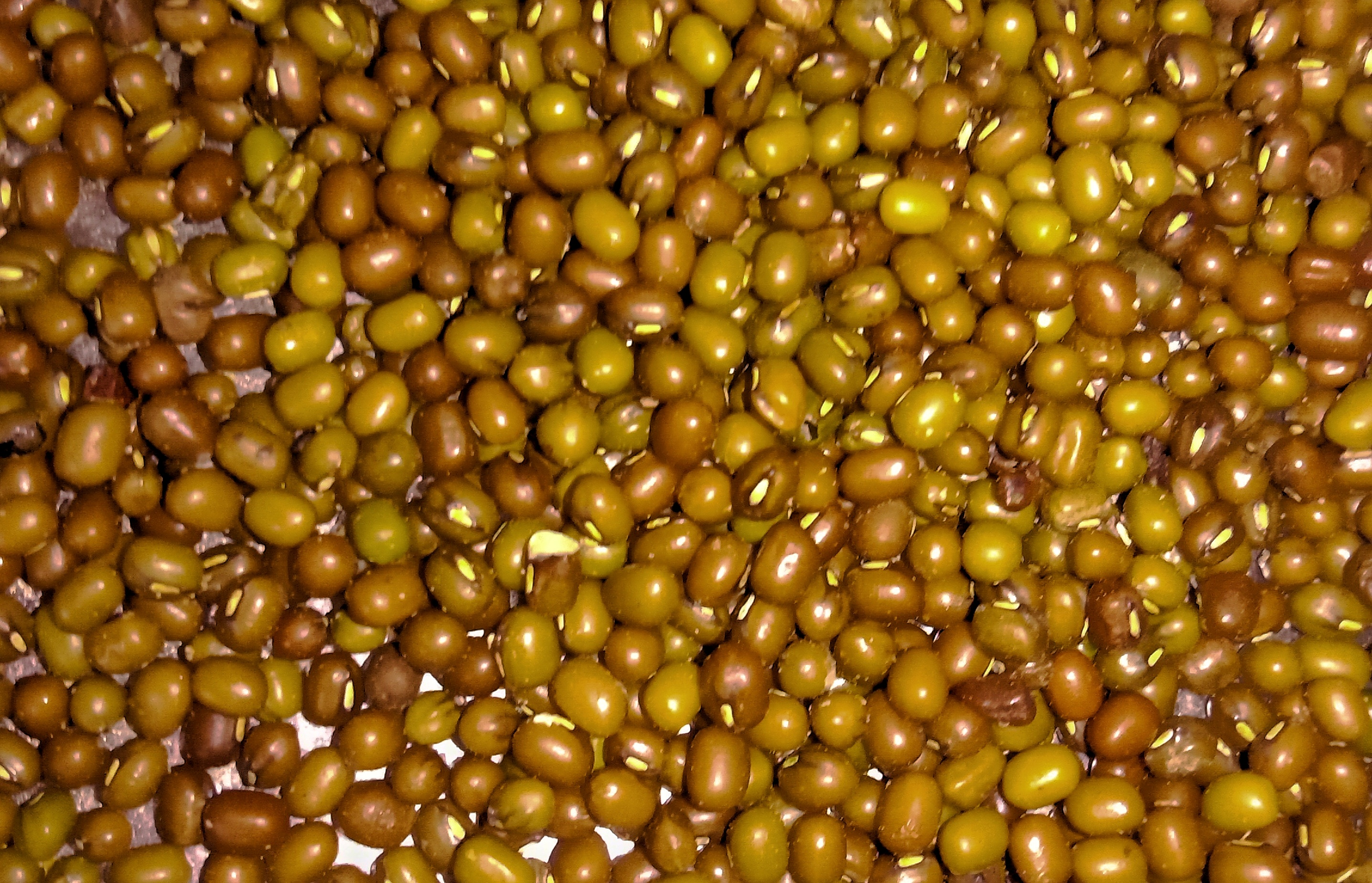
Bonen

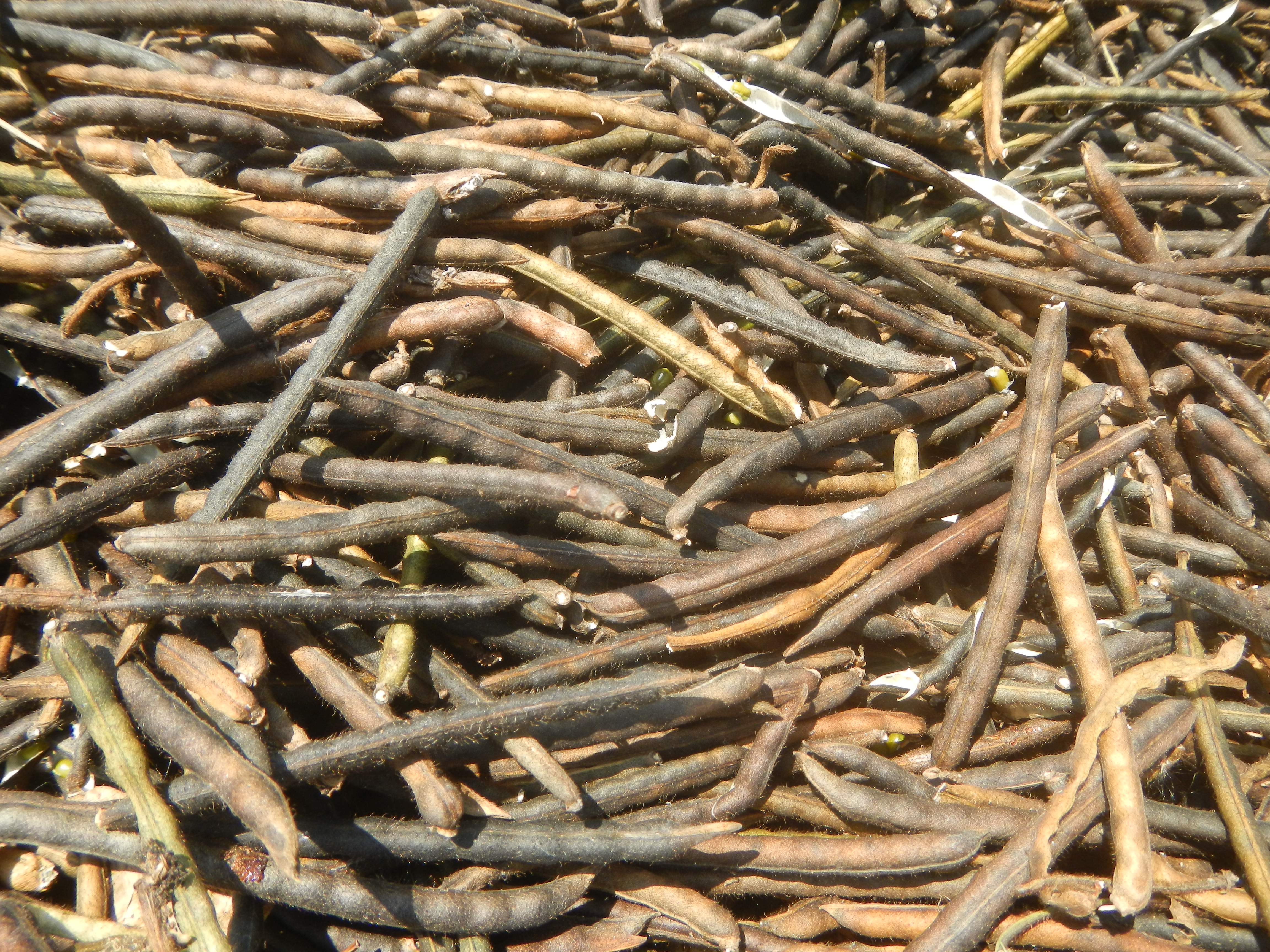
Gedroogde jarpesipeulen

Jarpesi, djarpesi of Surinaamse kapucijner is een speciaal ras van Vigna radiata (mungboon). De boon lijkt op de bruine boon, maar die is echter meer ovaal en behoort tot het geslacht Phaseolus.  De jarpesiboon wordt ten onrechte veldboon genoemd, maar die behoort tot een andere geslacht, namelijk Vicia. Het is ook geen kapucijner, die tot het geslacht Pisum behoort.

## Gebruik in de Surinaamse keuken
In Suriname staan de bonen, lokaal bekend als djarpesi of jarpesi-bonen, centraal in traditionele gerechten zoals moksi alesi (gemengde rijst). De djarpesi-bonen voegen een hartige en volle smaak toe aan dit gerecht, waarin ze vaak gecombineerd worden met rijst, vlees of vis, en diverse kruiden. De bonen worden gedroogd verkocht en moeten voor gebruik worden geweekt en gekookt. Moksi alesi is een klassiek gerecht binnen de Creoolse keuken van Suriname, waarbij de djarpesi-bonen een geliefd ingrediënt vormen vanwege hun diepe smaak.
In plaats van djarpesi-bonen worden ook wel zwarte oogbonen, bruine bonen of kapucijners gebruikt.